# Graptopetalum

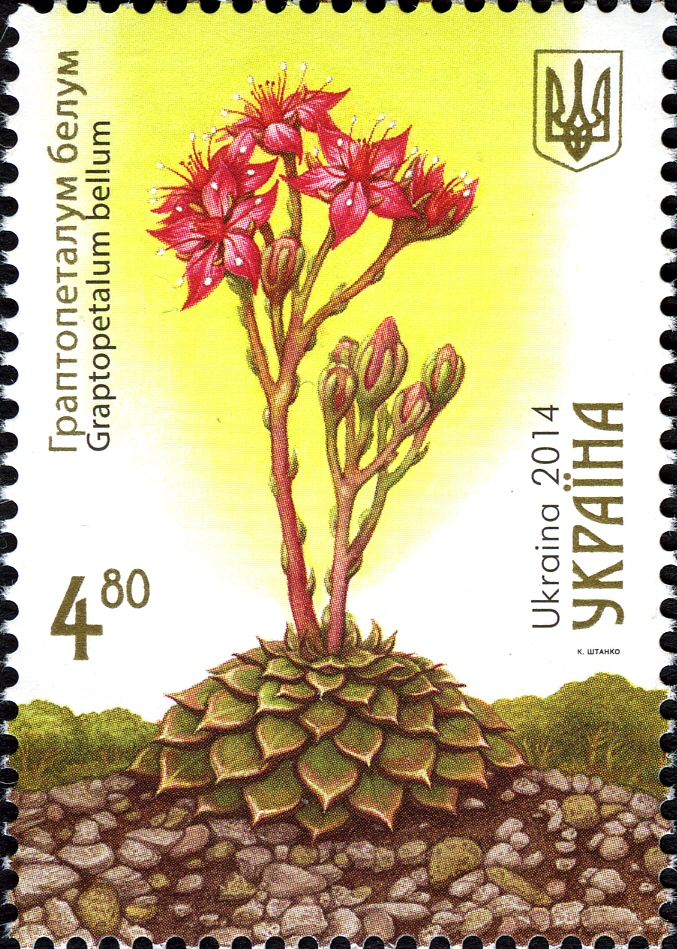
Graptopetalum bellum na ukrajinské známce

Graptopetalum (Graptopetalum) je rod rostlin z čeledi tlusticovité. Jsou to sukulentní byliny s přízemní růžicí listů nebo polokeře. Květy jsou nejčastěji pětičetné. Plodem je souplodí měchýřků obsahujících mnoho drobounkých semen. Rod zahrnuje asi 18 druhů a je rozšířen v Mexiku a na jihu USA. Rostliny se vyskytují na suchých, skalnatých stanovištích.
Některé druhy jsou pěstovány ve sbírkách sukulentů. Jedním z nejčastěji pěstovaných druhů je Graptopetalum bellum.

## Popis
Zástupci rodu graptopetalum jsou sukulentní byliny s přízemní růžicí listů nebo větvené, vzpřímené či poléhavé polokeře, dorůstající zpravidla výšky 15 až 40 cm, výjimečně až 2 metrů. Listy jsou dužnaté, obvykle obvejčité až lžicovité, na povrchu často šedě ojíněné, uspořádané do hustých růžic. Na líci jsou listy zpravidla ploché, na rubu zaoblené až kýlovité. Květy jsou zpravidla pětičetné (řidčeji čtyř nebo až desetičetné), uspořádané ve vijanech uspořádaných do vrcholíků nebo chocholičnatých lat. Otevírají se na dobu 4 až 14 dnů. Kališní lístky jsou až k bázi volné, přitisklé ke koruně. Korunní lístky jsou na bázi lehce srostlé, hvězdovitě rozložené, na bázi nejčastěji bělavé nebo žlutavé a při vrcholu červeně nebo hnědě kolorované, řidčeji celé stejně zbarvené. Počet tyčinek zpravidla odpovídá dvojnásobku počtu korunních lístků. Pestíky jsou lehce srostlé na bázi a obsahují mnoho vajíček. Plodem je souplodí vzpřímených nebo rozestálých měchýřků. Semena jsou rezavě hnědá, válcovitá, na povrchu zpravidla síťkovaná, jen asi 0,6 mm dlouhá.

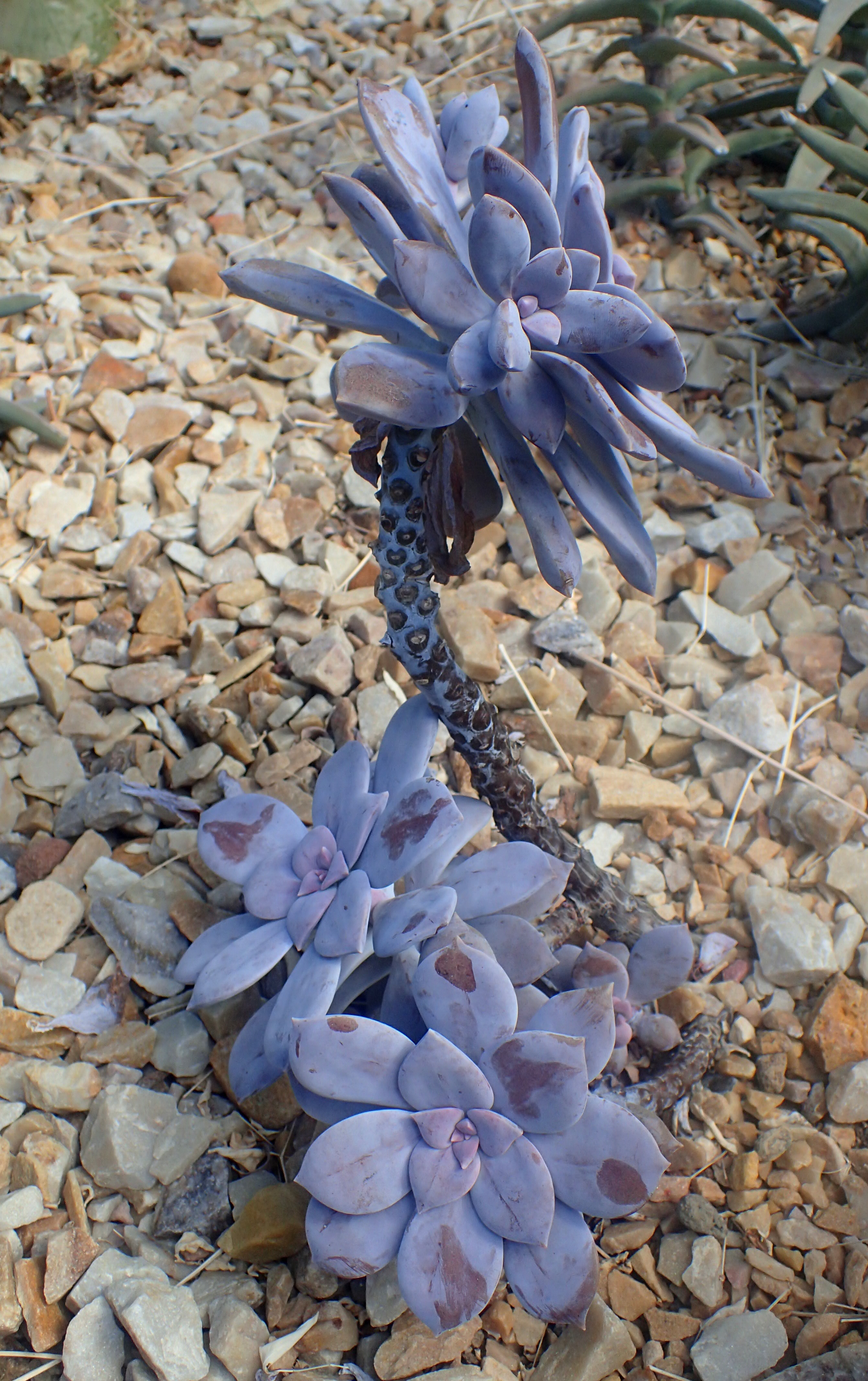
Graptopetalum pentandrum
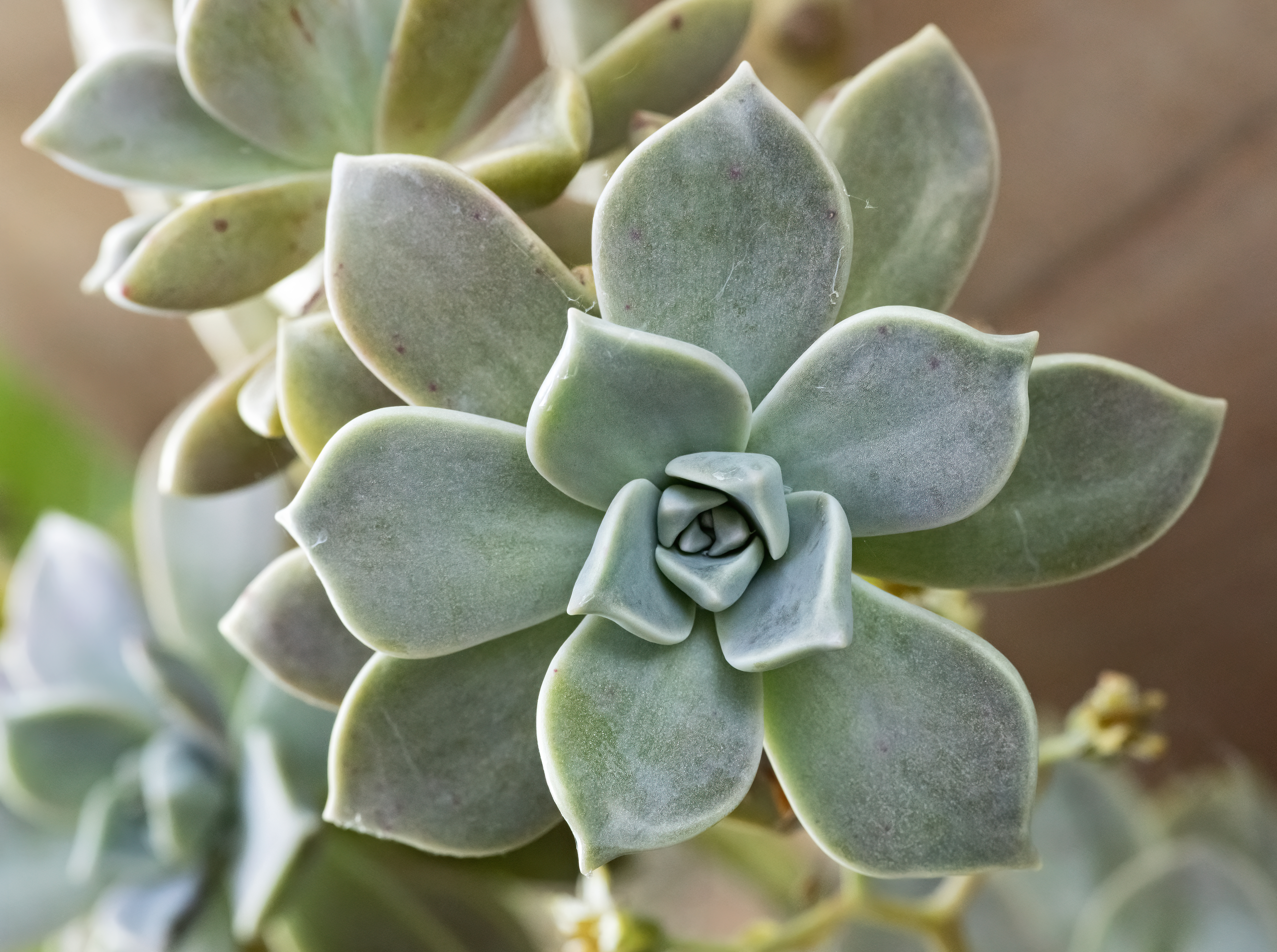
Listové růžice G. paraguayense
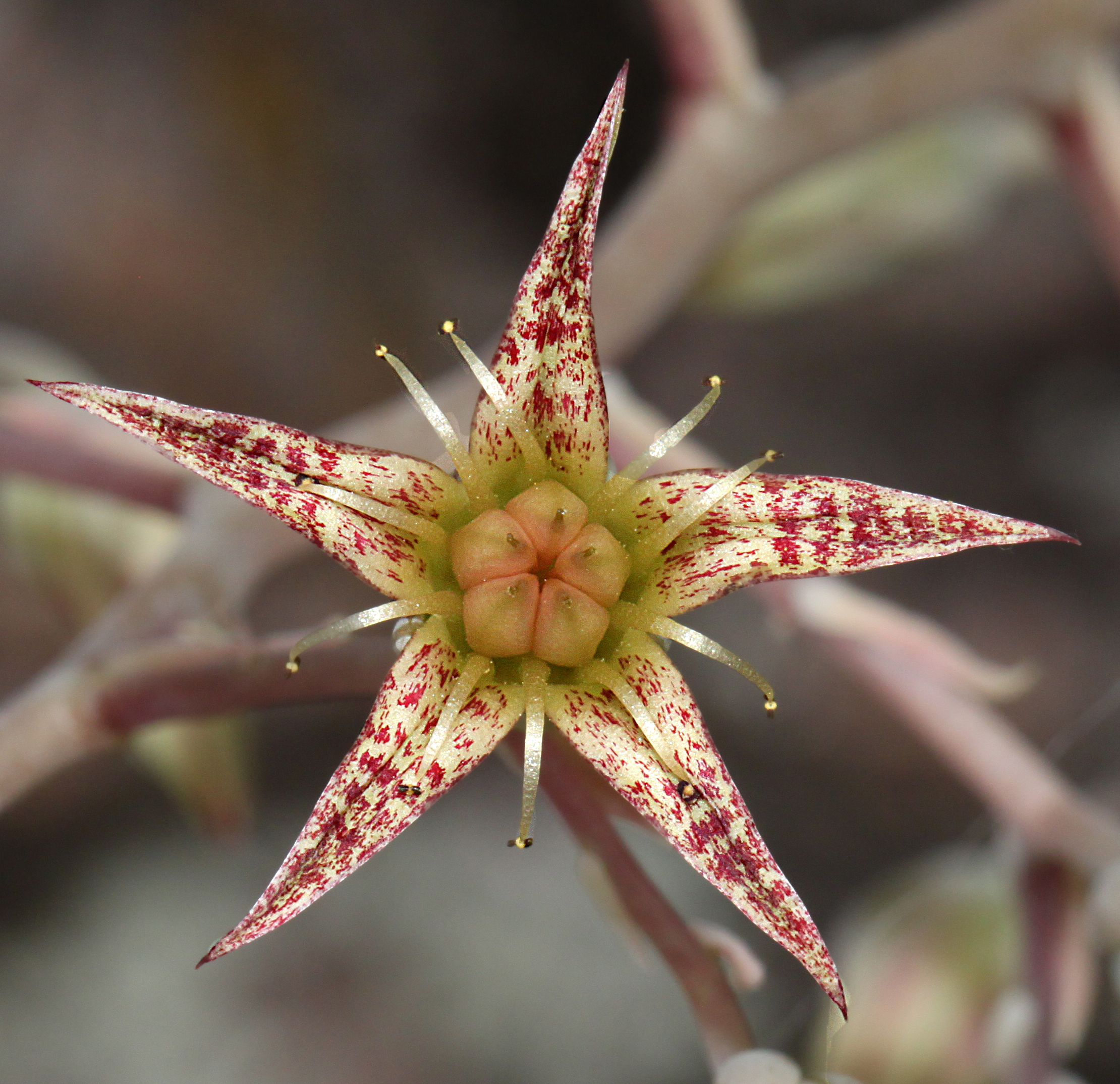
Detail květu G. bartrami
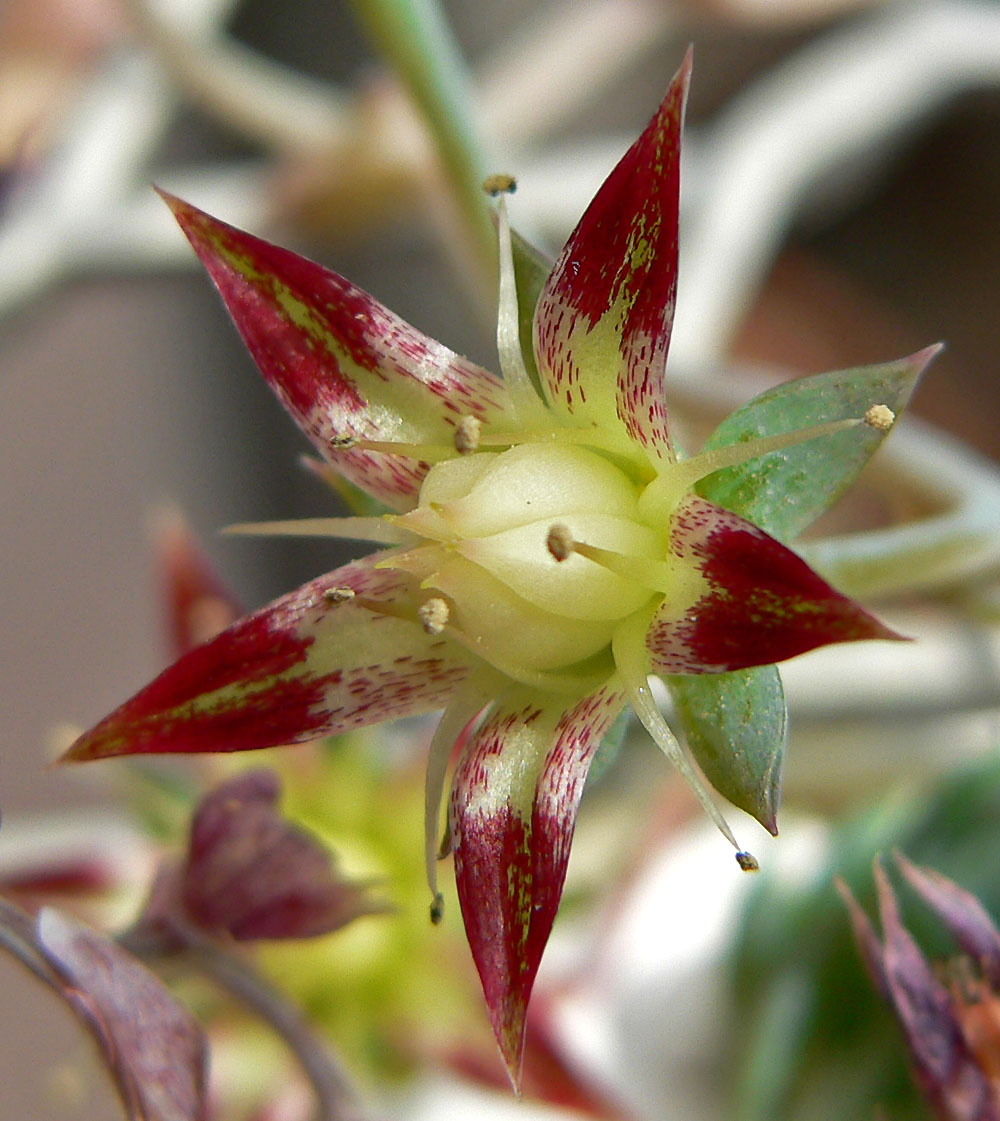
Detail květu G. macdougallii

## Rozšíření
Rod graptopetalum zahrnuje 17 nebo 18 druhů. Centrum rozšíření je v Mexiku, kde se vyskytují všechny známé druhy. Dva z nich zasahují i do jižních oblastí USA: Graptopetalum rusbyi do Nového Mexika a Arizony, Graptopetalum bartramii do Arizony. Všechny ostatní druhy jsou endemity Mexika. Jižním směrem dosahuje areál rozšíření rodu po stát Oaxaca na jihu Mexika. Graptopetala rostou zpravidla na skalnatých stanovištích ve vyšších nadmořských výškách, až do 2400 metrů.

## Ekologické interakce
Většina druhů graptopetal má páchnoucí, červeně nebo hnědočerveně kolorované květy, které jsou opylovány bzučivkami. Tyčinky vykazují v průběhu vývoje květu výrazné pohyby. Zpočátku jsou vzpřímené, pak jsou rozestálé a část z nich se stáčí nazpět mezi korunními lístky, nakonec jsou v závěru ontogeneze květu většinou opět vzpřímené.

## Taxonomie
Do rodu Graptopetalum byl vřazen rod Tacitus. Podle výsledků molekulárních studií není rod Graptopetalum v tomto pojetí monofyletický a jeho vývojové větve jsou promíseny vývojovými větvemi rodů Sedum, Cremnophila a Echeveria. Jsou známi mezirodoví kříženci s některými jinými rody čeledi tlusticovité, konkrétně s rodem Echeveria (×Graptoveria), Lenophyllum (×Lenaptophyllum), Pachyphytum (×Graptophytum), Sedum (×Graptosedum), Thompsonella (×Grapsonella) a Villadia (×Graptoladia).

## Význam

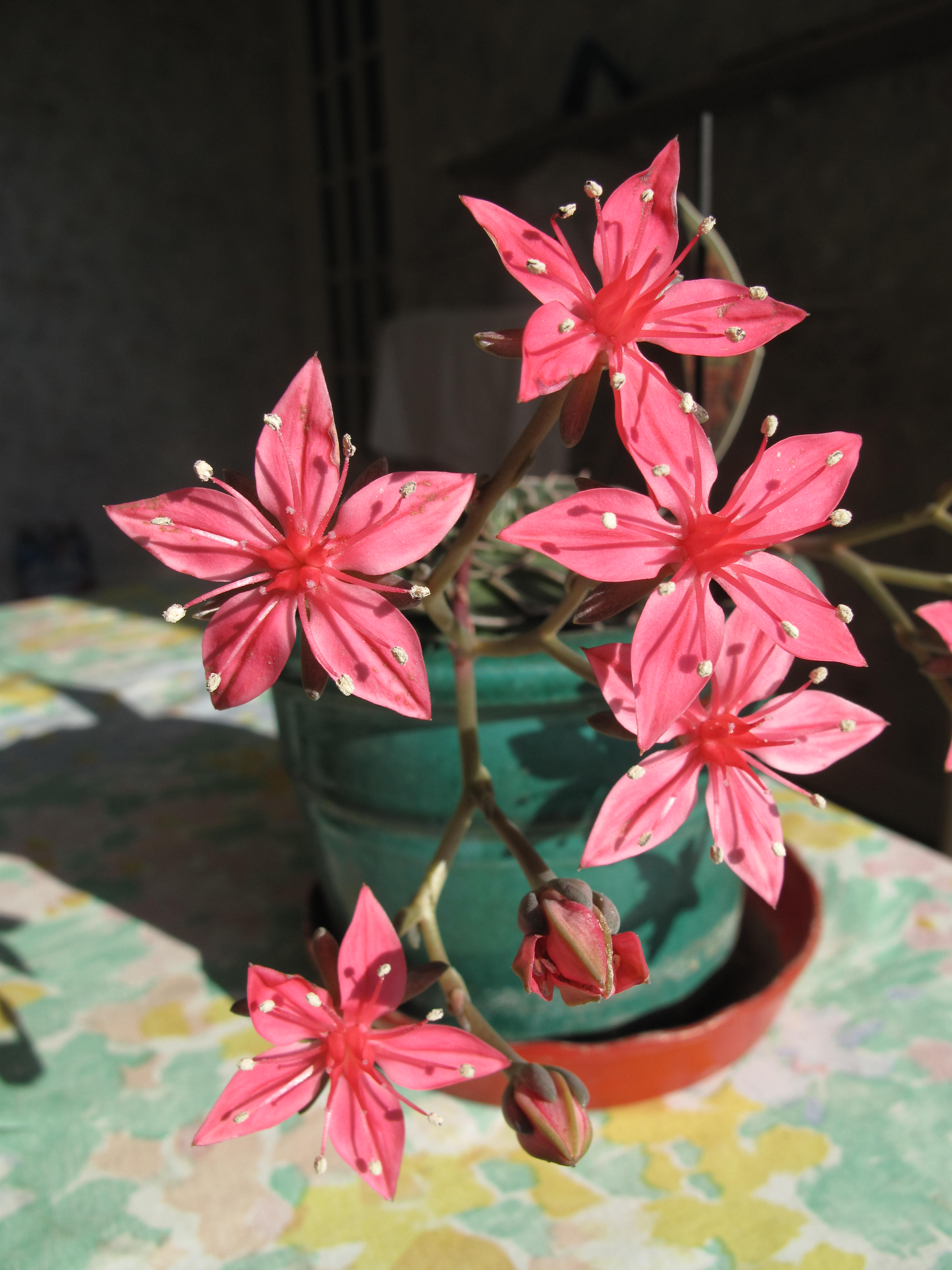
Krásně kvetoucí Graptopetalum bellum

Některé druhy rodu graptopetalum jsou pěstovány ve sbírkách sukulentů. Jedním z nejběžnějších pěstovaných druhů je Graptopetalum bellum, vyznačující se relativně drobnými listovými růžicemi a pohlednými, nápadně zbarvenými a poměrně velkými květy. Je pěstována i jako pokojová rostlina. Vyžaduje slunné stanoviště a je dosti odolná vůči suchu. Pěstování je obdobné jako u řady jiných sukulentů. Mimo dobu květu není rostlina nijak zvlášť atraktivní, proto se doporučuje ji pěstovat spolu s dalšími druhy sukulentů nebo sesadit více růžic dohromady.